# Eruzione di tipo limnico

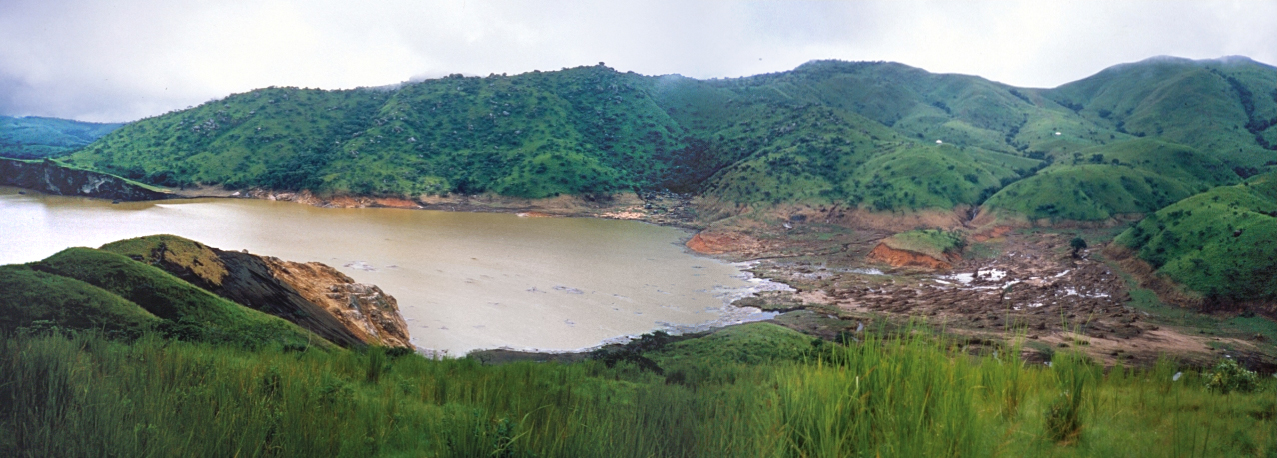
Le acque limacciose del lago Nyos dopo l'eruzione limnica del 1986

Un'eruzione di tipo limnico (dal gr. λίμνη: acqua stagnante), detta anche ribaltamento del lago, è un raro tipo di disastro naturale nel quale il diossido di carbonio (CO2) in soluzione viene improvvisamente rilasciato in grandi quantità dalle acque profonde del lago, soffocando la fauna e la flora selvatica, il bestiame e gli esseri umani.

## Fenomenologia
Un'eruzione di questo tipo può anche causare uno tsunami poiché l'anidride carbonica che sale può provocare un rapido spostamento dell'acqua nel lago. Un'eruzione di questo tipo può essere innescata da frane, attività vulcanica o esplosioni. I laghi in cui avviene questo fenomeno possono essere noti come laghi limnicamente attivi o laghi esplosivi.
Caratteristiche dei laghi limnicamente attivi sono per esempio:
- Acqua immissaria satura di anidride carbonica
- Un fondo del lago freddo che indica l'assenza d'interazione vulcanica diretta con le acque del lago
- Gli strati superiori e inferiori con differenti saturazioni di anidride carbonica
- Vicinanza ad aree con attività vulcanica

Gli scienziati hanno recentemente determinato, sulla base d'indagini relative al grande numero di vittime negli anni ottanta nel Lago Monoun e nel Lago Nyos, che le eruzioni limniche e le eruzioni vulcaniche, nonostante siano indirettamente collegate, sono tuttavia eventi catastrofici di tipo diverso.
Le eruzioni di tipo limnico possono anche avvenire su scala minore, come accadde nel 2011 nel cratere di Kauhakō.

## Evenienze storiche

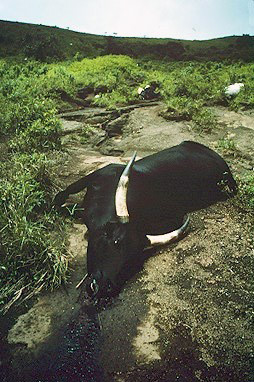
Capo di bestiame ucciso dall'eruzione limnica del lago Nyos

Il fenomeno è stato finora osservato solo due volte. La prima volta nel 1984 nel lago Monoun in Camerun, causò la morte per asfissia di 38 persone che vivevano nelle aree circostanti. La seconda, di effetti molto più devastanti, avvenne nel 1986 nel vicino lago Nyos e provocò il rilascio di 80 milioni di metri cubi di anidride carbonica che provocò la morte per asfissia di oltre 1.700 persone e di circa 3.500 capi di bestiame.

## Cause
La condizione perché si inneschi un'eruzione limnica è che l'acqua del lago sia pressoché satura di gas. Nei due casi finora noti, la maggior componente è stata l'anidride carbonica (CO2), ma nel caso del Lago Kivu si ritiene che sia presente anche il metano. La CO2 può provenire da emissioni di gas vulcanici originatisi al di sotto del lago o dalla decomposizione di materiale organico. Prima che sia raggiunta la soglia di saturazione, il lago si comporta come una bottiglia di bibita gassata non ancora aperta, in cui la CO2 è disciolta nell'acqua in funzione della legge di Henry dei gas. La pressione dell'acqua nei laghi aumenta con la profondità e questo permette che un maggior quantitativo di gas sia disciolto nelle acque profonde, favorito anche dalla temperatura più bassa. Un aumento anche moderato della temperatura può portare alla liberazione di un ingente quantitativo di gas.
Quando l'acqua ha raggiunto il punto di saturazione dei gas, essa si trova in una situazione instabile; a questo punto un innesco può portare al rilascio esplosivo del gas disciolto. La causa scatenante può essere dovuta a un terremoto, a vento forte o a piogge particolarmente intense; nel caso dell'eruzione del lago Nyos si ritiene che l'innesco sia stato causato da una frana.
Qualunque sia la causa, l'innesco spinge verso l'alto l'acqua saturata di gas e qui la pressione è insufficiente a mantenere la CO2 in soluzione. Cominciano pertanto a formarsi bolle di gas che tendono a trascinare acqua verso l'alto, provocando un aumento della fuoriuscita di gas. Nuova acqua viene aspirata dal fondo del lago innescando una reazione a catena che può ingenerare anche un piccolo tsunami.
Le eruzioni limniche sono però abbastanza rare. Occorre che ci sia anzitutto una sorgente di CO2, normalmente collegata alla presenza di un'area vulcanica e quindi solo queste aree sono a rischio. Il lago deve inoltre essere abbastanza profondo e stretto, e situato in una zona poco ventosa; queste condizioni evitano il rimescolamento dell'acqua mantenendo in profondità gli strati a maggior concentrazione di gas disciolto. Le eruzioni limniche sono pertanto limitate a laghetti vulcanici, profondi e stabili, condizioni che si trovano nelle aree tropicali come quelle del lago Nyos.